# Lisów (powiat białobrzeski)
Lisów (dawn. Lisew)  – wieś w Polsce położona w województwie mazowieckim, w powiecie białobrzeskim, w gminie Promna.

## Charakterystyka
| SIMC    | Nazwa     | Rodzaj    |
| ------- | --------- | --------- |
| 0632846 | Marysinek | część wsi |
| 0632852 | Wysoty    | część wsi |

W latach 1975–1998 miejscowość należała administracyjnie do województwa radomskiego.
Wieś jest sołectwem w gminie Promna. 